# Halam
Halam – wieś w Anglii, w hrabstwie Nottinghamshire, w dystrykcie Newark and Sherwood. Leży 18 km na północny wschód od miasta Nottingham i 185 km na północ od Londynu. W 2001 miejscowość liczyła 372 mieszkańców.